# Rio Băneasa
O Rio Băneasa é um rio da Romênia afluente do Rio Chineja, localizado no distrito de Galaţi.